# Korsmattvävare
Korsmattvävare (Incestophantes crucifer) är en spindelart som först beskrevs av Menge 1866.  Korsmattvävare ingår i släktet Incestophantes och familjen täckvävarspindlar. Arten är reproducerande i Sverige. Inga underarter finns listade i Catalogue of Life.